# Shane West
Shannon Bruce Snaith (Baton Rouge, Luisiana, 10 de junio de 1978), más conocido como Shane West, es un actor, músico y compositor estadounidense.

## Biografía
Shannon Bruce Snaith nacido en Baton Rouge, Luisiana, es hijo de Catherine, abogada, y Don, gerente de farmacia. Tiene dos hermanas, Simone y Marli Ann. Con diez años de edad, West se mudó a California con su madre.

## Carrera cinematográfica
Su primer papel principal fue en 1999 en la serie de tv Once and Again, como "Eli Sammler". La primera película de West con papel de base en 1999 en la película Liberty Heights, película sobre una familia de judíos en Baltimore. También coprotagonizó en las comedias adolescentes Whatever It Takes (2000) y Get Over It (2001). West hizo un dúo con la cantante/actriz Mandy Moore en 2002 para A Walk to Remember, que fue un éxito que recaudó $41 millones dentro de Estados Unidos. También apareció en el videomusical de Mandy Moore para el sencillo "Cry". En 2003, West apareció en The League of Extraordinary Gentlemen y en 2004, se unió al elenco de la serie de drama médico de la NBC ER como el "Dr. Ray Barnett". West terminó en 2007 la temporada para Supreme Courtships, una serie de Fox Network. Estrenó recientemente la película independiente What We Do Is Secret, como Darby Crash, un miembro de la banda punk The Germs en los años 1970. Los miembros de la banda quedaron tan impresionados por el desempeño de West que lo incluyeron en la formación del grupo para las nuevas giras tras su reunión en 2005. También hizo un cameo en la serie Buffy the Vampire Slayer como uno de los integrantes del equipo de natación del Instituto Sunnydale.
En 2010, protagonizó la nueva versión de La Femme Nikita, Nikita.

## Filmografía completa

### Cine
| 1999 | The Cider House Rules                 | Mark Taper                  |
| 1999 | Liberty Heights                       | Ted                         |
| 2000 | A Time for Dancing                    | Paul, the DJ                |
| 2000 | Whatever It Takes                     | Ryan Woodman                |
| 2000 | Dracula 2000                          | JT                          |
| 2001 | Get Over It                           | Bentley "Striker" Scrumfeld |
| 2001 | Ocean's Eleven                        | Él mismo                    |
| 2002 | A Walk to Remember                    | Landon Carter               |
| 2003 | The League of Extraordinary Gentlemen | Tom Sawyer                  |
| 2006 | The Elder Son                         | Bo                          |
| 2007 | What We Do Is Secret                  | Darby Crash                 |
| 2009 | The Lodger                            | Street Wilkenson            |
| 2009 | Red Sands                             | Spc. Jeff Keller            |
| 2009 | Echelon Conspiracy                    | Max Peterson                |
| 2010 | The Love Affair (Cortometraje)        | Carter Troy                 |
| 2010 | The Presence                          | Fantasma                    |
| 2014 | Red Sky                               | Tom Craig                   |
| 2016 | Here Alone                            | Jason                       |
| 2017 | Awakening the Zodiac                  | Mick Branson                |
| 2023 | La Usurpadora: The Musical            | Chad                        |

### Televisión
| 1995      | Picket Fences            | Dave Lattimore          | Episodio: "Heart of Saturday Night"                                                                                           |
| 1995      | California Dreams        | Doug                    | Episodio: "Community Service"                                                                                                 |
| 1996      | The Crew                 | Store Manager           | Episodio: "Retail Slut" |
| 1996      | Boy Meets World          | Nick                    | Episodio: "A Kiss Is More Than a Kiss"                                                                                        |
| 1997      | Mr. Rhodes               | Mick                    | Episodio: "The Valentine Show"                                                                                                |
| 1997      | Get a Clue               | Chris Theodorakis       | Película para televisión |
| 1997      | Meego                    | Guy with Big Hat        | Episodio: "Morality Bites" |
| 1997      | Buffy the Vampire Slayer | Sean                    | Episodio: "Go Fish" |
| 1997      | Sliders                  | Kirk                    | Episodio: "California Reich"                                                                                                  |
| 1997      | To Have & to Hold        | Mitch Maloney           | Episodio: "Tangled Up in You"                                                                                                 |
| 1999–2002 | Once and Again           | Eli Sammler             | 54 episodios |
| 2004–2009 | ER                       | Dr. Ray Barnett         | 67 episodios |
| 2007      | Supreme Courtships       |                         | Serie de TV - Episodio piloto                                                                                                 |
| 2010      | The Search for El Dorado | Jack Wilder             | 2 episodios |
| 2010–2013 | Nikita                   | Michael                 | 73 episodios Teen Choice Awards for Choice TV Actor: Action Nominated—Teen Choice Award for Choice TV Actor: Action (2012–13) |
| 2014–2017 | Salem                    | John Alden              | 36 episodios |
| 2019      | Gotham                   | Eduardo Dorrance / Bane | 12 episodios |